# Roteni
Roteni (węg. Harasztkerék) – wieś w Rumunii, w okręgu Marusza, w gminie Acățari. W 2011 roku liczyła 797 mieszkańców.